# Новомиколаївська сільська рада (Іванівський район)
Новомикола́ївська сільська́ ра́да — колишня адміністративно-територіальна одиниця та орган місцевого самоврядування в Іванівському районі Херсонської області. Адміністративний центр — село Новомиколаївка.

## Історія
У 1935 році Ново-Миколаївська сільська рада була передана зі складу Роздільнянського району до новоутвореного Янівського району.

## Населення
Згідно з переписом УРСР 1989 року чисельність наявного населення села становила 692 особи, з яких 317 чоловіків та 375 жінок.
За переписом населення України 2001 року в селі мешкало 626 осіб.

### Мова
Розподіл населення за рідною мовою за даними перепису 2001 року:
| Мова       | Відсоток |
| ---------- | -------- |
| українська | 97,12 %  |
| російська  | 2,24 %   |
| молдовська | 0,32 %   |
| румунська  | 0,32 %   |

## Загальні відомості
Новомиколаївська сільська рада утворена в 1919 році.
- Територія ради: 45,703 км²
- Населення ради: 624 особи (станом на 2001 рік)

## Населені пункти
Сільській раді підпорядковані населені пункти:
- с. Новомиколаївка
- с. Широка Балка

## Склад ради
Рада складається з 14 депутатів та голови.
- Голова ради: Калініч Юрій Іванович
- Секретар ради: Громада Тетяна Миколаївна

### Керівний склад попередніх скликань
| Прізвище, ім'я, по батькові | Основні відомості                                                                     | Дата обрання | Дата звільнення |
| --------------------------- | ------------------------------------------------------------------------------------- | ------------ | --------------- |
| Ус Павло Григорович         | Сільський голова, 1953 року народження, член Всеукраїнського об'єднання «Батьківщина» | 26.03.2006   | 31.10.2010      |
| Калініч Юрій Іванович       | Сільський голова, 1971 року народження, освіта вища, член Партії регіонів             | 31.10.2010   | 16.11.2017      |

Примітка: таблиця складена за даними сайту Верховної Ради України

### Депутати
За результатами місцевих виборів 2010 року депутатами ради стали:

#### За суб'єктами висування
| Суб'єкт висування | Кількість обраних депутатів | %    |
| ----------------- | --------------------------- | ---- |
| Партія регіонів   | 13                          | 92,9 |
| Самовисування     | 1                           | 7,1  |

#### За округами
| № округу        | Прізвище, ім'я, по батькові       | Дата визнання обраним | Освіта  | Партійна приналежність | Відомості про обраного депутата                                       |
| --------------- | --------------------------------- | --------------------- | ------- | ---------------------- | --------------------------------------------------------------------- |
| Партія регіонів |                                   |                       |         |                        |                                                                       |
| 1               | Шевченко Лариса Анатоліївна       | 02.11.2010            | середня | член Партії регіонів   | фізична особа-підприємець                                             |
| 2               | Громада Тетяна Миколаївна         | 02.11.2010            | середня | член Партії регіонів   | Новомиколаївська сільська рада, секретар                              |
| 3               | Городчикова Наталія Олександрівна | 02.11.2010            | середня | член Партії регіонів   | Новомиколаївський фельдшерсько — акушерський пункт, прибиральниця     |
| 4               | Плехун Сергій Миколайович         | 02.11.2010            | середня | член Партії регіонів   | тимчасово не працює                                                   |
| 5               | Герасимчук Анатолій Васильович    | 02.11.2010            | середня | член Партії регіонів   | тимчасово не працює                                                   |
| 6               | Грушко Микола Іванович            | 02.11.2010            | середня | член Партії регіонів   | Новомиколаївський сільський будинок культури, директор                |
| 7               | Грушко Сергій Іванович            | 02.11.2010            | середня | член Партії регіонів   | тимчасово не працює                                                   |
| 8               | Москаленко Тетяна Вікторівна      | 02.11.2010            | середня | член Партії регіонів   | тимчасово не працює                                                   |
| 9               | Качкаров Юрій Олександрович       | 02.11.2010            | середня | член Партії регіонів   | ТОВ «ЮГ Ком», охоронець                                               |
| 10              | Широкий Сергій Олексійович        | 02.11.2010            | середня | член Партії регіонів   | ТОВ «ЮГ Ком», механізатор                                             |
| 12              | Мустафаєв Тенгіс Анвар-огли       | 02.11.2010            | середня | член Партії регіонів   | фізична особа-підприємець                                             |
| 13              | Каус Галина Михайлівна            | 02.11.2010            | середня | член Партії регіонів   | Новомиколаївський дитячий садок, вихователь                           |
| 14              | Калініч Світлана Савеліївна       | 02.11.2010            | середня | член Партії регіонів   | Іванівський центр соціального захисту населення, соціальний працівник |
| Самовисування   |                                   |                       |         |                        |                                                                       |
| 11              | Верескун Василь Леонідович        | 02.11.2010            | середня | позапартійний          | Новомиколаївська загальноосвітня школа І-ІІІ ст., охоронець           |